# Pokal evropskih prvakov 1967/68 (hokej na ledu)
Pokal evropskih prvakov 1967/68 je tretja sezona hokejskega pokala, ki je potekal med 13. oktobrom in 6. aprilom. Naslov evropskega pokalnega zmagovalca je osvojil klub ZKL Brno, ki je v finalu premagal Duklo Jihlava.

## Tekme

### Prvi krog
| 1. klub         | Rezultat   | 2. klub           |
| --------------- | ---------- | ----------------- |
| Ässät Pori      | 6:3, 6:2   | HK Legia Warszawa |
| Gladsaxe SF     | 1:12, 1:15 | Vålerenga         |
| Düsseldorfer EG | 8:2, 8:3   | HC Chamonix       |
| CSKA Sofija     | 3:5, 3:8   | HK Jesenice       |
| EC KAC          | 6:2, 4:3   | Ferencvárosi TC   |
| EC Kloten       | b.b.       | SG Cortina        |

### Drugi krog
| 1. klub         | Rezultat          | 2. klub       |
| --------------- | ----------------- | ------------- |
| Ässät Pori      | 7:2, 8:3          | Vålerenga     |
| Düsseldorfer EG | 4:4, 3:7          | HK Jesenice   |
| Brynäs IF       | 4:3, 3:4 (0:2 KS) | Dynamo Berlin |
| EC Kloten       | 4:6, 0:5          | EC KAC        |

### Četrtfinale
| 1. klub       | Rezultat | 2. klub    |
| ------------- | -------- | ---------- |
| Dynamo Berlin | 5:0, 3:6 | Ässät Pori |
| HK Jesenice   | 1:3, 5:6 | EC KAC     |

### Polfinale
| 1. klub       | Rezultat | 2. klub       |
| ------------- | -------- | ------------- |
| EC KAC        | 5:6, 5:5 | ZKL Brno      |
| Dukla Jihlava | 5:1, 5:4 | Dynamo Berlin |

### Finale
| 1. klub  | Rezultat | 2. klub       |
| -------- | -------- | ------------- |
| ZKL Brno | 3:0, 3:3 | Dukla Jihlava |